# Italie aux Jeux olympiques d'hiver de 2022
L’Italie participe aux Jeux olympiques d'hiver de 2022 à Pékin en Chine du 4 au 20 février 2022. Il s'agit de sa vingt-quatrième participation aux Jeux d'hiver.

## Participation
Aux Jeux olympiques d'hiver de 2022, les athlètes de l'équipe d’Italie participent aux épreuves suivantes : 
| Sport               | Hommes | Femmes | Total |
| ------------------- | ------ | ------ | ----- |
| Biathlon            | 5      | 5      | 10    |
| Bobsleigh           | 8      | 1      | 9     |
| Combiné nordique    | 4      | 0      | 4     |
| Curling             | 5      | 1      | 6     |
| Luge                | 5      | 3      | 8     |
| Saut à ski          | 1      | 1      | 2     |
| Skeleton            | 2      | 1      | 3     |
| Ski acrobatique     | 2      | 4      | 6     |
| Ski alpin           | 7      | 9      | 16    |
| Ski de fond         | 6      | 6      | 12    |
| Snowboard           | 11     | 6      | 17    |
| Patinage artistique | 5      | 4      | 9     |
| Patinage de vitesse | 6      | 1      | 7     |
| Short-track         | 5      | 5      | 10    |
| Total               | 72     | 47     | 119   |

## Médaillés
| Sport       | Discipline   | Athlète(s)                        | Performance | Date      |
| ----------- | ------------ | --------------------------------- | ----------- | --------- |
| Curling     | Double mixte | Stefania Constantini Amos Mosaner | 1re place   | 8 février |
| Short-track | 500 m femmes | Arianna Fontana                   | 42 s 488    | 7 février |

| Sport               | Discipline            | Athlète(s)                                                        | Performance    | Date       |
| ------------------- | --------------------- | ----------------------------------------------------------------- | -------------- | ---------- |
| Patinage de vitesse | 3 000 m femmes        | Francesca Lollobrigida                                            | 3 min 58 s 06  | 5 février  |
| Short-track         | Relais mixte          | Arianna Fontana Martina Valcepina Andrea Cassinelli Pietro Sighel | 2 min 37 s 39  | 6 février  |
| Short-track         | 1 500 m femmes        | Arianna Fontana                                                   | 2 min 17 s 862 | 16 février |
| Ski alpin           | Slalom géant femmes   | Federica Brignone                                                 | 1 min 55 s 97  | 7 février  |
| Ski alpin           | Descente femmes       | Sofia Goggia                                                      | 1 min 32 s 03  | 15 février |
| Ski de fond         | Sprint hommes         | Federico Pellegrino                                               | 2 min 58 s 32  | 8 février  |
| Snowboard           | Cross en équipe mixte | Omar Visintin Michela Moioli                                      | 2e place       | 12 février |

| Sport               | Discipline        | Athlète(s)                                                    | Performance     | Date       |
| ------------------- | ----------------- | ------------------------------------------------------------- | --------------- | ---------- |
| Biathlon            | Sprint femmes     | Dorothea Wierer                                               | 21 min 21 s 5   | 11 février |
| Luge                | Monoplace hommes  | Dominik Fischnaller                                           | 3 min 49 s 686  | 6 février  |
| Patinage de vitesse | 10 000 m hommes   | Davide Ghiotto                                                | 12 min 45 s 98  | 11 février |
| Patinage de vitesse | Mass start femmes | Francesca Lollobrigida                                        | 20 pts          | 19 février |
| Short-track         | Relais hommes     | Pietro Sighel Andrea Cassinelli Yuri Confortola Tommaso Dotti | 6 min 43 s 431  | 16 février |
| Ski alpin           | Descente femmes   | Nadia Delago                                                  | 1 min 32 s 44   | 15 février |
| Ski alpin           | Combiné femmes    | Federica Brignone                                             | 2 min 27 s 52   | 17 février |
| Snowboard           | Cross hommes      | Omar Visintin                                                 | 3e de la finale | 10 février |

| Sport               |   |   |   | Total |
| ------------------- | - | - | - | ----- |
| Short-track         | 1 | 2 | 1 | 4     |
| Curling             | 1 | 0 | 0 | 1     |
| Ski alpin           | 0 | 2 | 2 | 4     |
| Patinage de vitesse | 0 | 1 | 2 | 3     |
| Snowboard           | 0 | 1 | 1 | 2     |
| Ski de fond         | 0 | 1 | 0 | 1     |
| Biathlon            | 0 | 0 | 1 | 1     |
| Luge                | 0 | 0 | 1 | 1     |
| Total               | 2 | 7 | 8 | 17    |

| Jour       |   |   |   | Total |
| ---------- | - | - | - | ----- |
| 5 février  | 0 | 1 | 0 | 1     |
| 6 février  | 0 | 1 | 1 | 2     |
| 7 février  | 1 | 1 | 0 | 2     |
| 8 février  | 1 | 1 | 0 | 2     |
| 10 février | 0 | 0 | 1 | 1     |
| 11 février | 0 | 0 | 2 | 2     |
| 12 février | 0 | 1 | 0 | 1     |
| 15 février | 0 | 1 | 1 | 2     |
| 16 février | 0 | 1 | 1 | 2     |
| 17 février | 0 | 0 | 1 | 1     |
| 19 février | 0 | 0 | 1 | 1     |
| Total      | 2 | 7 | 8 | 17    |

| Sexe   |   |   |   | Total |
| ------ | - | - | - | ----- |
| Femmes | 1 | 4 | 4 | 9     |
| Hommes | 0 | 1 | 4 | 5     |
| Mixte  | 1 | 2 | 0 | 3     |
| Total  | 2 | 7 | 8 | 17    |

| Athlète                | Sport               |   |   |   | Total |
| ---------------------- | ------------------- | - | - | - | ----- |
| Arianna Fontana        | Short-track         | 1 | 2 | 0 | 3     |
| Francesca Lollobrigida | Patinage de vitesse | 0 | 1 | 1 | 2     |
| Federica Brignone      | Ski alpin           | 0 | 1 | 1 | 2     |
| Omar Visintin          | Snowboard           | 0 | 1 | 1 | 2     |

## Résultats

### Biathlon
| Didier Bionaz    | 54 min 44 s 7 | 3 (1+1+1+0) | 48e | -             | -       | -   | -             | -           | -   | -             | -           | -   |
| Thomas Bormolini | 55 min 48 s 6 | 5 (0+1+2+2) | 63e | 25 min 44 s 1 | 1 (1+0) | 23e | 44 min 4 s 5  | 6 (0+1+1+4) | 33e | -             | -           | -   |
| Tommaso Giacomel | -             | -           | -   | 26 min 52 s 2 | 4 (1+3) | 61e | -             | -           | -   | -             | -           | -   |
| Lukas Hofer      | 52 min 43 s 6 | 2 (0+2+0+0) | 27e | 25 min 19 s 6 | 1 (0+1) | 14e | 39 min 58 s 6 | 0 (0+0+0+0) | 4e  | 42 min 58 s 8 | 6 (1+1+2+2) | 27e |
| Dominik Windisch | 51 min 25 s 6 | 2 (0+0+1+1) | 14e | 25 min 51 s 6 | 2 (0+2) | 30e | 43 min 41 s 9 | 7 (1+1+3+2) | 26e | 39 min 52 s 8 | 3 (0+2+1+0) | 5e  |

| Michela Carrara     | 51 min 29 s 1 | 5 (1+2+1+1) | 60e | -             | -       | -   | -             | -           | -   | -           | -           | -   |
| Samuela Comola      | -             | -           | -   | 23 min 30 s 7 | 1 (1+0) | 57e | 40 min 10 s 4 | 3 (0+1+1+1) | 37e | -           | -           | -   |
| Federica Sanfilippo | 50 min 9 s 3  | 5 (0+2+1+2) | 49e | 24 min 57 s 1 | 5 (3+2) | 82e | -             | -           | -   | -           | -           | -   |
| Lisa Vittozzi       | 52 min 57 s 1 | 8 (5+1+2+0) | 76e | 23 min 9 s 1  | 4 (4+0) | 36e | 39 min 21 s 2 | 4 (1+2+0+1) | 32e | -           | -           | -   |
| Dorothea Wierer     | 46 min 45 s   | 3 (0+1+0+2) | 18e | 21 min 21 s 5 | 0 (0+0) |     | 36 min 56 s   | 3 (0+0+2+1) | 6e  | 43 min 41 s | 8 (2+2+2+2) | 22e |

| Athlètes                                                         | Épreuve | Temps             | Pénalité | Rang |
| ---------------------------------------------------------------- | ------- | ----------------- | -------- | ---- |
| Thomas Bormolini Tommaso Giacomel Lukas Hofer Dominik Windisch   | Hommes  | 1 h 21 min 48 s 8 | 2+13     | 7e   |
| Lisa Vittozzi Dorothea Wierer Samuela Comola Federica Sanfilippo | Femmes  | 1 h 12 min 37 s   | 0+5      | 5e   |
| Thomas Bormolini Lukas Hofer Lisa Vittozzi Dorothea Wierer       | Mixte   | 1 h 9 min 25 s 3  | 2+14     | 9e   |

### Bobsleigh
| Athlètes * : pilote                                                | Épreuve      | Course 1     | Course 1 | Course 2     | Course 2 | Course 3     | Course 3 | Course 4 | Course 4 | Total         | Total |
| Athlètes * : pilote                                                | Épreuve      | Temps        | Rang     | Temps        | Rang     | Temps        | Rang     | Temps    | Rang     | Temps         | Rang  |
| ------------------------------------------------------------------ | ------------ | ------------ | -------- | ------------ | -------- | ------------ | -------- | -------- | -------- | ------------- | ----- |
| Patrick Baumgartner* Robert Mircea                                 | Bob à deux   | 1 min 0 s 08 | 20e      | 1 min 0 s 47 | 24e      | 1 min 0 s 38 | 21e      | Éliminés | Éliminés | 3 min 0 s 93  | 21e   |
| Patrick Baumgartner* Eric Fantazzini Alex Verginer Lorenzo Bilotti | Bob à quatre | 59 s 36      | 17e      | 59 s 72      | 20e      | 59 s 34      | 15e      | 59 s 28  | 4e       | 3 min 57 s 70 | 15e   |
| Mattia Variola* Robert Mircea Alex Pagnini Delmas Obou             | Bob à quatre | 1 min 0 s 25 | 27e      | 1 min 0 s 33 | 27e      | 1 min 0 s 07 | 26e      | Éliminés | Éliminés | 3 min 0 s 65  | 27e   |

| Athlètes * : pilote | Épreuve | Course 1     | Course 1 | Course 2     | Course 2 | Course 3     | Course 3 | Course 4     | Course 4 | Total         | Total |
| Athlètes * : pilote | Épreuve | Temps        | Rang     | Temps        | Rang     | Temps        | Rang     | Temps        | Rang     | Temps         | Rang  |
| ------------------- | ------- | ------------ | -------- | ------------ | -------- | ------------ | -------- | ------------ | -------- | ------------- | ----- |
| Giada Andreutti     | Monobob | 1 min 6 s 07 | 17e      | 1 min 5 s 77 | 10e      | 1 min 6 s 57 | 16e      | 1 min 6 s 38 | 12e      | 4 min 24 s 79 | 15e   |

### Combiné nordique
| Athlète                                                       | Épreuve          | Saut à ski | Saut à ski | Saut à ski | Ski de fond   | Ski de fond | Total         | Total |
| Athlète                                                       | Épreuve          | Distance   | Points     | Rang       | Temps         | Rang        | Temps         | Rang  |
| ------------------------------------------------------------- | ---------------- | ---------- | ---------- | ---------- | ------------- | ----------- | ------------- | ----- |
| Iacopo Bortolas                                               | Tremplin normal, | 93,5 m     | 97,0       | 26e        | 27 min 30 s 8 | 38e         | 29 min 54 s 8 | 33e   |
| Raffaele Buzzi                                                | Tremplin normal, | 93,0 m     | 99,9       | 22e        | 24 min 47 s 3 | 10e         | 26 min 59 s 3 | 16e   |
| Alessandro Pittin                                             | Tremplin normal, | 75,5 m     | 62,9       | 40e        | 24 min 53 s 4 | 12e         | 29 min 33 s 4 | 32e   |
| Iacopo Bortolas                                               | Grand tremplin,  | 121,5 m    | 87,7       | 29e        | 29 min 1 s 6  | 43e         | 32 min 29 s 6 | 39e   |
| Raffaele Buzzi                                                | Grand tremplin,  | 124,0 m    | 98,7       | 21e        | 26 min 34 s 9 | 16e         | 29 min 18 s 9 | 22e   |
| Samuel Costa                                                  | Grand tremplin,  | 110,0 m    | 64,3       | 43e        | 27 min 20 s 3 | 25e         | 32 min 22 s 3 | 38e   |
| Alessandro Pittin                                             | Grand tremplin,  | 105,0 m    | 55,8       | 43e        | 25 min 55 s 8 | 6e          | 31 min 31 s 8 | 33e   |
| Iacopo Bortolas Raffaele Buzzi Samuel Costa Alessandro Pittin | Par équipes,     | 455,0 m    | 320,1      | 9e         | 53 min 40 s   | 9e          | 57 min 7 s    | 9e    |

### Curling
| Équipe                                                                     | Épreuve          | Premier tour                | Premier tour        | Premier tour          | Premier tour           | Premier tour           | Premier tour                 | Premier tour             | Premier tour           | Premier tour        | Premier tour | Demi-finale        | Finale / MB          | Finale / MB                    |
| Équipe                                                                     | Épreuve          | Adversaire Score            | Adversaire Score    | Adversaire Score      | Adversaire Score       | Adversaire Score       | Adversaire Score             | Adversaire Score         | Adversaire Score       | Adversaire Score    | Rang         | Adversaire Score   | Adversaire Score     | Rang                           |
| -------------------------------------------------------------------------- | ---------------- | --------------------------- | ------------------- | --------------------- | ---------------------- | ---------------------- | ---------------------------- | ------------------------ | ---------------------- | ------------------- | ------------ | ------------------ | -------------------- | ------------------------------ |
| Joël Retornaz Amos Mosaner Sebastiano Arman Simone Gonin Mattia Giovanella | Tournoi masculin | Grande-Bretagne Défaite 5-7 | Suède Défaite 3-9   | Chine Défaite 9-12    | ROC Défaite 7-10       | Suisse Victoire 8-4    | Canada Défaite 3-7           | États-Unis Victoire 10-4 | Danemark Victoire 10-3 | Norvège Défaite 4-9 | 9e           | Éliminés           | Éliminés             | Éliminés                       |
| Stefania Constantini Amos Mosaner                                          | Double mixte     | États-Unis Victoire 8-4     | Suisse Victoire 8-7 | Norvège Victoire 11-8 | Tchéquie Victoire 10-2 | Australie Victoire 7-3 | Grande-Bretagne Victoire 7-5 | Chine Victoire 8-4       | Suède Victoire 12-8    | Canada Victoire 8-7 | 1er          | Suède Victoire 8-1 | Norvège Victoire 8-5 | Médaille d'or, Jeux olympiques |

### Luge
| Athlètes                                                      | Épreuve          | Course 1      | Course 1 | Course 2      | Course 2 | Course 3      | Course 3    | Course 4    | Course 4    | Total          | Total                               |
| Athlètes                                                      | Épreuve          | Temps         | Rang     | Temps         | Rang     | Temps         | Rang        | Temps       | Rang        | Temps          | Rang                                |
| ------------------------------------------------------------- | ---------------- | ------------- | -------- | ------------- | -------- | ------------- | ----------- | ----------- | ----------- | -------------- | ----------------------------------- |
| Verena Hofer                                                  | Monoplace femmes | 58 s 960      | 9e       | 59 s 037      | 9e       | 58 s 961      | 16e         | 59 s 584    | 16e         | 3 min 56 s 542 | 13e                                 |
| Andrea Vötter                                                 | Monoplace femmes | 59 s 145      | 14e      | 59 s 045      | 1re      | 58 s 852      | 10e         | 58 s 935    | 11e         | 3 min 55 s 977 | 10e                                 |
| Nina Zöggeler                                                 | Monoplace femmes | 59 s 464      | 18e      | 59 s 160      | 16e      | 59 s 085      | 19e         | 59 s 275    | 14e         | 3 min 56 s 984 | 15e                                 |
| Leon Felderer                                                 | Monoplace hommes | 57 s 814      | 12e      | 58 s 211      | 11e      | 57 s 855      | 11e         | 57 s 960    | 14e         | 3 min 51 s 840 | 11e                                 |
| Dominik Fischnaller                                           | Monoplace hommes | 57 s 361      | 3e       | 57 s 444      | 3e       | 57 s 461      | 5e          | 57 s 420    | 3e          | 3 min 49 s 686 | Médaille de bronze, Jeux olympiques |
| Kevin Fischnaller                                             | Monoplace hommes | Forfait       | Forfait  | Forfait       | Forfait  | Forfait       | Forfait     | Forfait     | Forfait     | Forfait        | Forfait                             |
| Emanuel Rieder Simon Kainzwaldner                             | Biplace (hommes) | 58 s 602      | 4e       | 58 s 995      | 7e       | Non disputé   | Non disputé | Non disputé | Non disputé | 1 min 57 s 597 | 6e                                  |
| Andrea Vötter Leon Felderer Emanuel Rieder Simon Kainzwaldner | Relais mixte     | 1 min 0 s 618 | 5e       | 1 min 1 s 960 | 5e       | 1 min 2 s 274 | 4e          | Non disputé | Non disputé | 3 min 4 s 852  | 5e                                  |

### Patinage artistique
| Athlète                            | Épreuve           | Programme court Danse originale | Programme court Danse originale | Programme libre Danse libre | Programme libre Danse libre | Total  | Total |
| Athlète                            | Épreuve           | Points                          | Rang                            | Points                      | Rang                        | Points | Rang  |
| ---------------------------------- | ----------------- | ------------------------------- | ------------------------------- | --------------------------- | --------------------------- | ------ | ----- |
| Daniel Grassl                      | Individuel hommes | 90,64                           | 12e                             | 187,43                      | 5e                          | 278,07 | 7e    |
| Matteo Rizzo                       | Individuel hommes | 88,63                           | 13e                             | 158,90                      | 17e                         | 247,53 | 16e   |
| Nicole Della Monica Matteo Guarise | Couples           | 63,58                           | 10e                             | 116,29                      | 13e                         | 179,87 | 13e   |
| Rebecca Ghilardi Filippo Ambrosini | Couples           | 55,83                           | 16e                             | 109,60                      | 14e                         | 165,43 | 14e   |
| Charlène Guignard Marco Fabbri     | Danse sur glace   | 82,68                           | 7e                              | 124,37                      | 5e                          | 207,05 | 5e    |

| Athlètes                           | Discipline | Programme court / Danse rythmique | Programme court / Danse rythmique | Programme court / Danse rythmique | Programme court / Danse rythmique | Programme libre / Danse libre | Programme libre / Danse libre | Programme libre / Danse libre | Programme libre / Danse libre |
| Athlètes                           | Discipline | Points                            | Points équipe                     | Total                             | Rang                              | Points                        | Points équipe                 | Total                         | Rang                          |
| ---------------------------------- | ---------- | --------------------------------- | --------------------------------- | --------------------------------- | --------------------------------- | ----------------------------- | ----------------------------- | ----------------------------- | ----------------------------- |
| Daniel Grassl                      | Hommes     | 88,10                             | 6                                 | 20                                | 7e                                | Éliminés                      | Éliminés                      | Éliminés                      | Éliminés                      |
| Lara Naki Gutmann                  | Femmes     | 58,52                             | 2                                 | 20                                | 7e                                | Éliminés                      | Éliminés                      | Éliminés                      | Éliminés                      |
| Nicole Della Monica Matteo Guarise | Couples    | 60,30                             | 4                                 | 20                                | 7e                                | Éliminés                      | Éliminés                      | Éliminés                      | Éliminés                      |
| Charlène Guignard Marco Fabbri     | Danse      | 83,83                             | 8                                 | 20                                | 7e                                | Éliminés                      | Éliminés                      | Éliminés                      | Éliminés                      |

### Patinage de vitesse
| Athlète           | Épreuve       | Course            | Course                              |
| Athlète           | Épreuve       | Temps             | Rang                                |
| ----------------- | ------------- | ----------------- | ----------------------------------- |
| Jeffrey Rosanelli | 500 mètres    | 35 s 08           | 19e                                 |
| David Bosa        | 500 mètres    | 35 s 168          | 23e                                 |
| David Bosa        | 1 000 mètres  | 1 min 9 s 35      | 15e                                 |
| Alessio Trentini  | 1 500 mètres  | 1 min 48 s 33     | 25e                                 |
| Davide Ghiotto    | 5 000 mètres  | 6 min 16 s 92     | 8e                                  |
| Andrea Giovannini | 5 000 mètres  | 6 min 30 s 11     | 20e                                 |
| Michele Malfatti  | 5 000 mètres  | 6 min 21 s 47     | 15e                                 |
| Davide Ghiotto    | 10 000 mètres | 12 min 45 s 98 NR | Médaille de bronze, Jeux olympiques |
| Michele Malfatti  | 10 000 mètres | 13 min 1 s 42     | 9e                                  |

| Athlète                | Épreuve      | Course        | Course                             |
| Athlète                | Épreuve      | Temps         | Rang                               |
| ---------------------- | ------------ | ------------- | ---------------------------------- |
| Francesca Lollobrigida | 1 500 mètres | 1 min 55 s 20 | 6e                                 |
| Francesca Lollobrigida | 3 000 mètres | 3 min 58 s 06 | Médaille d'argent, Jeux olympiques |
| Francesca Lollobrigida | 5 000 mètres | 6 min 51 s 76 | 4e                                 |

| Athlète                | Épreuve | Demi-finale | Demi-finale   | Demi-finale | Finale  | Finale        | Finale                              |
| Athlète                | Épreuve | Points      | Temps         | Rang        | Points  | Temps         | Rang                                |
| ---------------------- | ------- | ----------- | ------------- | ----------- | ------- | ------------- | ----------------------------------- |
| Andrea Giovannini      | Hommes  | 60          | 7 min 43 s 58 | 1er         | 0       | 7 min 47 s 93 | 11e                                 |
| Michele Malfatti       | Hommes  | 1           | 8 min 2 s 09  | 11e         | Éliminé | Éliminé       | 20e                                 |
| Francesca Lollobrigida | Femmes  | 62          | 8 min 34 s 19 | 1re         | 20      | 8 min 14 s 98 | Médaille de bronze, Jeux olympiques |

| Athlète                                           | Épreuve | Quart de finale                    | Quart de finale | Demi-finale      | Demi-finale   | Finale                                | Finale |
| Athlète                                           | Épreuve | Adversaire Temps                   | Rang            | Adversaire Temps | Rang          | Adversaire Temps                      | Rang   |
| ------------------------------------------------- | ------- | ---------------------------------- | --------------- | ---------------- | ------------- | ------------------------------------- | ------ |
| Davide Ghiotto Andrea Giovannini Michele Malfatti | Hommes  | Corée du Sud Défaite 3 min 42 s 04 | 7e              | Non qualifiés    | Non qualifiés | Finale D Chine Victoire 3 min 44 s 20 | 7e     |

### Patinage de vitesse sur piste courte (short-track)
| Athlète                                                                                             | Épreuve               | Série          | Série       | Quart de Finale | Quart de Finale | Demi-finale    | Demi-finale | Finale Finale B | Finale Finale B                     |
| Athlète                                                                                             | Épreuve               | Temps          | Rang        | Temps           | Rang            | Temps          | Rang        | Temps           | Rang                                |
| --------------------------------------------------------------------------------------------------- | --------------------- | -------------- | ----------- | --------------- | --------------- | -------------- | ----------- | --------------- | ----------------------------------- |
| Andrea Cassinelli                                                                                   | 500 m hommes          | 42 s 791       | 3e          | Éliminé         | Éliminé         | Éliminé        | Éliminé     | Éliminé         | 23e                                 |
| Pietro Sighel                                                                                       | 500 m hommes          | 40 s 350       | 2e          | 40 s 644        | 2e              | 40 s 847       | 2e          | Pas de temps    | 5e                                  |
| Pietro Sighel                                                                                       | 1 000 m hommes        | 2 min 10 s 039 | 3e          | Pénalité        | Pénalité        | Éliminé        | Éliminé     | Éliminé         | 18e                                 |
| Luca Spechenhauser                                                                                  | 1 000 m hommes        | Pénalité       | Pénalité    | Éliminé         | Éliminé         | Éliminé        | Éliminé     | Éliminé         | Éliminé                             |
| Yuri Confortola                                                                                     | 1 500 m hommes        | Non disputé    | Non disputé | 2 min 12 s 853  | 4e              | Chute          | 5e Repêché  | 2 min 12 s 384  | 10e                                 |
| Pietro Sighel                                                                                       | 1 500 m hommes        | Non disputé    | Non disputé | Pénalité        | Pénalité        | Éliminé        | Éliminé     | Éliminé         | Éliminé                             |
| Luca Spechenhauser                                                                                  | 1 500 m hommes        | Non disputé    | Non disputé | 2 min 56 s 796  | 6e              | Éliminé        | Éliminé     | Éliminé         | 32e                                 |
| Andrea Cassinelli Yuri Confortola Tommaso Dotti Pietro Sighel                                       | Relais hommes 5 000 m | Non disputé    | Non disputé | Non disputé     | Non disputé     | 6 min 38 s 899 | 2e          | 6 min 43 s 431  | Médaille de bronze, Jeux olympiques |
| Arianna Fontana                                                                                     | 500 m femmes          | 12 s 940       | 1re         | 42 s 635        | 1re             | 42 s 387       | 1re         | 42 s 488        | Médaille d'or, Jeux olympiques      |
| Arianna Valcepina                                                                                   | 500 m femmes          | 43 s 070       | 3e          | 42 s 891        | 2e              | 44 s 044       | 5e          | Éliminée        | 9e                                  |
| Martina Valcepina                                                                                   | 500 m femmes          | 43 s 606       | 2e          | Pénalité        | Pénalité        | Éliminée       | Éliminée    | Éliminée        | 20e                                 |
| Arianna Fontana                                                                                     | 1 000 m femmes        | 1 min 30 s 066 | 1re         | 1 min 29 s 324  | 1re             | 1 min 26 s 811 | 2e          | Pénalité        | 10e                                 |
| Cynthia Mascitto                                                                                    | 1 000 m femmes        | 1 min 28 s 471 | 3e          | Éliminée        | Éliminée        | Éliminée       | Éliminée    | Éliminée        | 21e                                 |
| Arianna Fontana                                                                                     | 1 500 m femmes        | Non disputé    | Non disputé | 2 min 32 s 946  | 2e              | 2 min 22 s 196 | 2e          | 2 min 17 s 862  | Médaille d'argent, Jeux olympiques  |
| Cynthia Mascitto                                                                                    | 1 500 m femmes        | Non disputé    | Non disputé | 2 min 20 s 268  | 3e              | 2 min 20 s 272 | 3e          | 2 min 45 s 697  | 12e                                 |
| Arianna Sighel                                                                                      | 1 500 m femmes        | Non disputé    | Non disputé | 2 min 22 s 318  | 5e              | Éliminée       | Éliminée    | Éliminée        | 28e                                 |
| Arianna Fontana Cynthia Mascitto Arianna Valcepina Martina Valcepina                                | Relais femmes 3 000 m | Non disputé    | Non disputé | Non disputé     | Non disputé     | 4 min 17 s 438 | 4e          | 4 min 9 s 688   | 5e                                  |
| Andrea Cassinelli Yuri Confortola Arianna Fontana Pietro Sighel Arianna Valcepina Martina Valcepina | Relais mixte 2 000 m  | Non disputé    | Non disputé | 2 min 38 s 308  | 2e              | 2 min 36 s 895 | 2e          | 2 min 37 s 364  | Médaille d'argent, Jeux olympiques  |

### Saut à ski
| Athlète            | Épreuve                   | Qualification | Qualification | Qualification | Finale   | Finale   | Finale   | Finale   | Finale  | Finale  | Finale  | Finale  |
| Athlète            | Épreuve                   | Qualification | Qualification | Qualification | 1er saut | 1er saut | 1er saut | 2e saut  | 2e saut | 2e saut | Total   | Total   |
| Athlète            | Épreuve                   | Distance      | Points        | Rang          | Distance | Points   | Rang     | Distance | Points  | Rang    | Points  | Rang    |
| ------------------ | ------------------------- | ------------- | ------------- | ------------- | -------- | -------- | -------- | -------- | ------- | ------- | ------- | ------- |
| Giovanni Bresadola | Hommes (tremplin normal), | 94,0 m        | 91,8          | 21e           | 93,5 m   | 110,3    | 41e      | Éliminé  | Éliminé | Éliminé | Éliminé | Éliminé |
| Giovanni Bresadola | Hommes (grand tremplin),  | 117,5 m       | 97,0          | 35e           | 127,0 m  | 114,6    | 35e      | Éliminé  | Éliminé | Éliminé | Éliminé | Éliminé |
| Jessica Malsiner   | Femmes                    | Non disputé   | Non disputé   | Non disputé   | 76,5 m   | 62,0     | 30e      | 75,5 m   | 62,4    | 27e     | 124,4   | 29e     |

### Skeleton
| Athlètes            | Épreuve | Course 1     | Course 1 | Course 2     | Course 2 | Course 3     | Course 3 | Course 4     | Course 4 | Total         | Total |
| Athlètes            | Épreuve | Temps        | Rang     | Temps        | Rang     | Temps        | Rang     | Temps        | Rang     | Temps         | Rang  |
| ------------------- | ------- | ------------ | -------- | ------------ | -------- | ------------ | -------- | ------------ | -------- | ------------- | ----- |
| Amedeo Bagnis       | Hommes  | 1 min 1 s 05 | 10e      | 1 min 1 s 19 | 14e      | 1 min 0 s 83 | 11e      | 1 min 1 s 01 | 12e      | 4 min 4 s 08  | 11e   |
| Mattia Gaspari      | Hommes  | 1 min 1 s 20 | 12e      | 1 min 1 s 31 | 15e      | 1 min 1 s 16 | 15e      | 1 min 1 s 36 | 16e      | 4 min 5 s 03  | 14e   |
| Valentina Margaglio | Femmes  | 1 min 2 s 84 | 17e      | 1 min 3 s 04 | 15e      | 1 min 2 s 45 | 14e      | 1 min 2 s 05 | 3e       | 4 min 10 s 38 | 12e   |

### Ski acrobatique
| Athlète           | Épreuve           | Qualification | Qualification | Qualification | Qualification | Qualification | Finale   | Finale   | Finale   | Finale   | Finale   |
| Athlète           | Épreuve           | Course 1      | Course 2      | Course 3      | Meilleur      | Rang          | Course 1 | Course 2 | Course 3 | Meilleur | Rang     |
| ----------------- | ----------------- | ------------- | ------------- | ------------- | ------------- | ------------- | -------- | -------- | -------- | -------- | -------- |
| Leonardo Donaggio | Big air hommes    | 90,25         | 70,25         | 80,25         | 170,50        | 10e           | 91,00    | 81,00    | 17,25    | 172,00   | 5e       |
| Leonardo Donaggio | Slopestyle hommes | 63,48         | 42,88         | -             | 63,48         | 18e           | Éliminé  | Éliminé  | Éliminé  | Éliminé  | Éliminé  |
| Silvia Bertagna   | Big air femmes    | 17,00         | 16,75         | Forfait       | 17,00         | 25e           | Éliminée | Éliminée | Éliminée | Éliminée | Éliminée |
| Silvia Bertagna   | Slopestyle femmes | 65,25         | 68,90         | -             | 68,90         | 8e            | 48,50    | 61,85    | 7,83     | 61,85    | 10e      |
| Elisa Maria Nakab | Slopestyle femmes | 8,60          | 32,70         | -             | 32,70         | 24e           | Éliminée | Éliminée | Éliminée | Éliminée | Éliminée |

| Athlète           | Épreuve | Qualification | Qualification | Huitième de finale | Quart de finale | Demi-finale | Finale A Finale B | Classement final |
| Athlète           | Épreuve | Temps         | Rang          | Rang               | Rang            | Rang        | Rang              | Classement final |
| ----------------- | ------- | ------------- | ------------- | ------------------ | --------------- | ----------- | ----------------- | ---------------- |
| Simone Deromedis  | Hommes  | 1 min 12 s 48 | 8e            | 1er                | 2e              | 3e          | 1er               | 5e               |
| Lucrezia Fantelli | Femmes  | 1 min 18 s 17 | 6e            | Abandon            | Éliminée        | Éliminée    | Éliminée          | 17e              |
| Jole Galli        | Femmes  | 1 min 19 s 20 | 12e           | 2e                 | 3e              | Éliminée    | Éliminée          | 10e              |

### Ski alpin
| Athlète             | Épreuve      | 1re manche    | 1re manche  | 2e manche   | 2e manche   | Total         | Total   |
| Athlète             | Épreuve      | Temps         | Rang        | Temps       | Rang        | Temps         | Rang    |
| ------------------- | ------------ | ------------- | ----------- | ----------- | ----------- | ------------- | ------- |
| Giuliano Razzoli    | Slalom       | 54 s 79       | 12e         | 50 s 26     | 4e          | 1 min 45 s 05 | 8e      |
| Tommaso Sala        | Slalom       | 54 s 37       | 8e          | 51 s        | 19e         | 1 min 45 s 37 | 11e     |
| Alex Vinatzer       | Slalom       | 55 s 39       | 17e         | Abandon     | Abandon     | Abandon       | Abandon |
| Luca De Aliprandini | Slalom géant | 1 min 3 s 42  | 6e          | Abandon     | Abandon     | Abandon       | Abandon |
| Tommaso Sala        | Slalom géant | Abandon       | Abandon     | Éliminé     | Éliminé     | Éliminé       | Éliminé |
| Alex Vinatzer       | Slalom géant | Abandon       | Abandon     | Éliminé     | Éliminé     | Éliminé       | Éliminé |
| Christof Innerhofer | Super G      | Non disputé   | Non disputé | Non disputé | Non disputé | Abandon       | Abandon |
| Matteo Marsaglia    | Super G      | Non disputé   | Non disputé | Non disputé | Non disputé | 1 min 22 s 16 | 18e     |
| Dominik Paris       | Super G      | Non disputé   | Non disputé | Non disputé | Non disputé | 1 min 22 s 62 | 21e     |
| Christof Innerhofer | Descente     | Non disputé   | Non disputé | Non disputé | Non disputé | Abandon       | Abandon |
| Matteo Marsaglia    | Descente     | Non disputé   | Non disputé | Non disputé | Non disputé | 1 min 44 s 06 | 15e     |
| Dominik Paris       | Descente     | Non disputé   | Non disputé | Non disputé | Non disputé | 1 min 43 s 21 | 6e      |
| Christof Innerhofer | Combiné      | 1 min 44 s 19 | 7e          | 51 s 61     | 11e         | 2 min 35 s 80 | 10e     |

| Athlète             | Épreuve      | 1re manche    | 1re manche  | 2e manche   | 2e manche   | Finale        | Finale                              |
| Athlète             | Épreuve      | Temps         | Rang        | Temps       | Rang        | Temps         | Rang                                |
| ------------------- | ------------ | ------------- | ----------- | ----------- | ----------- | ------------- | ----------------------------------- |
| Federica Brignone   | Slalom       | 54 s 41       | 20e         | Abandon     | Abandon     | Abandon       | Abandon                             |
| Lara Della Mea      | Slalom       | 56 s          | 35e         | 54 s 53     | 30e         | 1 min 50 s 53 | 30e                                 |
| Anita Gulli         | Slalom       | 55 s 46       | 32e         | 54 s 32     | 29e         | 1 min 49 s 78 | 29e                                 |
| Marta Bassino       | Slalom géant | Abandon       | Abandon     | Éliminée    | Éliminée    | Éliminée      | Éliminée                            |
| Federica Brignone   | Slalom géant | 57 s 98       | 3e          | 57 s 99     | 5e          | 1 min 55 s 97 | Médaille d'argent, Jeux olympiques  |
| Elena Curtoni       | Slalom géant | 1 min 0 s 50  | 24e         | 59 s 41     | 21e         | 1 min 59 s 91 | 20e                                 |
| Marta Bassino       | Super G      | Non disputé   | Non disputé | Non disputé | Non disputé | 1 min 15 s 08 | 17e                                 |
| Federica Brignone   | Super G      | Non disputé   | Non disputé | Non disputé | Non disputé | 1 min 14 s 17 | 7e                                  |
| Elena Curtoni       | Super G      | Non disputé   | Non disputé | Non disputé | Non disputé | 1 min 14 s 34 | 10e                                 |
| Francesca Marsaglia | Super G      | Non disputé   | Non disputé | Non disputé | Non disputé | 1 min 15 s 61 | 22e                                 |
| Elena Curtoni       | Descente     | Non disputé   | Non disputé | Non disputé | Non disputé | 1 min 32 s 87 | 5e                                  |
| Nadia Delago        | Descente     | Non disputé   | Non disputé | Non disputé | Non disputé | 1 min 32 s 44 | Médaille de bronze, Jeux olympiques |
| Nicol Delago        | Descente     | Non disputé   | Non disputé | Non disputé | Non disputé | 1 min 33 s 69 | 11e                                 |
| Sofia Goggia        | Descente     | Non disputé   | Non disputé | Non disputé | Non disputé | 1 min 32 s 03 | Médaille d'argent, Jeux olympiques  |
| Marta Bassino       | Combiné      | 1 min 33 s 45 | 13e         | Abandon     | Abandon     | Abandon       | Abandon                             |
| Federica Brignone   | Combiné      | 1 min 33 s 11 | 8e          | 54 s 41     | 4e          | 2 min 27 s 52 | Médaille de bronze, Jeux olympiques |
| Elena Curtoni       | Combiné      | Abandon       | Abandon     | Éliminée    | Éliminée    | Éliminée      | Éliminée                            |
| Nicol Delago        | Combiné      | 1 min 33 s 12 | 9e          | Abandon     | Abandon     | Abandon       | Abandon                             |

| Athlètes                                                          | Huitième de finale  | Quart de finale        | Demi-finale         | Finale / MB         | Finale / MB |
| Athlètes                                                          | Adversaire Résultat | Adversaire Résultat    | Adversaire Résultat | Adversaire Résultat | Rang        |
| ----------------------------------------------------------------- | ------------------- | ---------------------- | ------------------- | ------------------- | ----------- |
| Marta Bassino Federica Brignone Luca De Aliprandini Alex Vinatzer | ROC Victoire 3-1    | États-Unis Défaite 1-3 | Éliminés            | Éliminés            | 8e          |

### Ski de fond
| Athlète                                                                     | Épreuve                   | Classique     | Classique   | Libre         | Libre       | Total             | Total |
| Athlète                                                                     | Épreuve                   | Temps         | Rang        | Temps         | Rang        | Temps             | Rang  |
| --------------------------------------------------------------------------- | ------------------------- | ------------- | ----------- | ------------- | ----------- | ----------------- | ----- |
| Francesco De Fabiani                                                        | Skiathlon (15 km + 15 km) | 40 min 12 s 4 | 6e          | 39 min 6 s    | 22e         | 1 h 19 min 47 s 6 | 8e    |
| Giandomenico Salvadori                                                      | Skiathlon (15 km + 15 km) | 43 min 23 s 4 | 48e         | 42 min 13 s   | 43e         | 1 h 26 min 10 s 7 | 48e   |
| Paolo Ventura                                                               | Skiathlon (15 km + 15 km) | 12 min 41 s   | 40e         | 10 min 46 s 8 | 30e         | 1 h 24 min 0 s 4  | 34e   |
| Francesco De Fabiani                                                        | 15 km classique           | Non disputé   | Non disputé | Non disputé   | Non disputé | 40 min 16 s 4     | 18e   |
| Maicol Rastelli                                                             | 15 km classique           | Non disputé   | Non disputé | Non disputé   | Non disputé | 42 min 25 s 4     | 52e   |
| Giandomenico Salvadori                                                      | 15 km classique           | Non disputé   | Non disputé | Non disputé   | Non disputé | 40 min 33 s 2     | 22e   |
| Paolo Ventura                                                               | 15 km classique           | Non disputé   | Non disputé | Non disputé   | Non disputé | 41 min 12 s 2     | 34e   |
| Giandomenico Salvadori                                                      | 50 km libre 30 km libre   | Non disputé   | Non disputé | Non disputé   | Non disputé | 1 h 14 min 49 s 1 | 18e   |
| Paolo Ventura                                                               | 50 km libre 30 km libre   | Non disputé   | Non disputé | Non disputé   | Non disputé | 1 h 16 min 5 s 4  | 32e   |
| Francesco De Fabiani Davide Graz Federico Pellegrino Giandomenico Salvadori | Relais 4 × 10 km          | Non disputé   | Non disputé | Non disputé   | Non disputé | 2 h 0 min 16 s 6  | 8e    |

| Athlète                                                      | Épreuve                     | Classique     | Classique   | Libre         | Libre       | Total             | Total |
| Athlète                                                      | Épreuve                     | Temps         | Rang        | Temps         | Rang        | Temps             | Rang  |
| ------------------------------------------------------------ | --------------------------- | ------------- | ----------- | ------------- | ----------- | ----------------- | ----- |
| Anna Comarella                                               | Skiathlon (7,5 km + 7,5 km) | 24 min 24 s 1 | 26e         | 24 min 19 s   | 44e         | 49 min 27 s 8     | 37e   |
| Martina Di Centa                                             | Skiathlon (7,5 km + 7,5 km) | 25 min 2 s 2  | 37e         | 23 min 40 s 4 | 33e         | 49 min 22 s 8     | 36e   |
| Caterina Ganz                                                | Skiathlon (7,5 km + 7,5 km) | 24 min 37 s 1 | 31e         | 24 min 29 s 4 | 48e         | 49 min 53 s 9     | 42e   |
| Cristina Pittin                                              | Skiathlon (7,5 km + 7,5 km) | 26 min 1 s 1  | 36e         | 24 min 5 s 8  | 41e         | 49 min 48 s 6     | 41e   |
| Anna Comarella                                               | 10 km classique             | Non disputé   | Non disputé | Non disputé   | Non disputé | 30 min 45 s       | 26e   |
| Martina Di Centa                                             | 10 km classique             | Non disputé   | Non disputé | Non disputé   | Non disputé | 31 min 8 s 8      | 37e   |
| Caterina Ganz                                                | 10 km classique             | Non disputé   | Non disputé | Non disputé   | Non disputé | 31 min 8 s 1      | 35e   |
| Lucia Scardoni                                               | 10 km classique             | Non disputé   | Non disputé | Non disputé   | Non disputé | 31 min 9 s 5      | 38e   |
| Anna Comarella                                               | 30 km libre                 | Non disputé   | Non disputé | Non disputé   | Non disputé | 1 h 36 min 12 s 4 | 40e   |
| Martina Di Centa                                             | 30 km libre                 | Non disputé   | Non disputé | Non disputé   | Non disputé | 1 h 33 min 56 s 6 | 34e   |
| Caterina Ganz                                                | 30 km libre                 | Non disputé   | Non disputé | Non disputé   | Non disputé | 1 h 38 min 19 s 5 | 45e   |
| Cristina Pittin                                              | 30 km libre                 | Non disputé   | Non disputé | Non disputé   | Non disputé | 1 h 33 min 54 s 8 | 33e   |
| Anna Comarella Caterina Ganz Martina Di Centa Lucia Scardoni | Relais 4 × 5 km             | Non disputé   | Non disputé | Non disputé   | Non disputé | 57 min 20 s 5     | 8e    |

| Athlète                                  | Épreuve            | Qualification | Qualification | Quart de finale | Quart de finale | Demi-finale    | Demi-finale | Finale         | Finale                             |
| Athlète                                  | Épreuve            | Temps         | Rang          | Temps           | Rang            | Temps          | Rang        | Temps          | Rang                               |
| ---------------------------------------- | ------------------ | ------------- | ------------- | --------------- | --------------- | -------------- | ----------- | -------------- | ---------------------------------- |
| Francesco De Fabiani                     | Individuel hommes  | 2 min 55 s 56 | 35e           | Éliminé         | Éliminé         | Éliminé        | Éliminé     | Éliminé        | Éliminé                            |
| Davide Grazx                             | Individuel hommes  | 2 min 53 s 58 | 25e           | 2 min 56 s 09   | 6e              | Éliminé        | Éliminé     | Éliminé        | 28e                                |
| Federico Pellegrino                      | Individuel hommes  | 2 min 49 s 55 | 6e            | 2 min 53 s 08   | 1er             | 2 min 52 s 17  | 1er         | 2 min 58 s 32  | Médaille d'argent, Jeux olympiques |
| Maicol Rastelli                          | Individuel hommes  | 3 min 2 s 04  | 51e           | Éliminé         | Éliminé         | Éliminé        | Éliminé     | Éliminé        | Éliminé                            |
| Francesco De Fabiani Federico Pellegrino | Par équipes hommes | Non disputé   | Non disputé   | Non disputé     | Non disputé     | 20 min 6 s 99  | 1er         | 19 min 48 s 42 | 6e                                 |
| Caterina Ganz                            | Individuel femmes  | 3 min 24 s 13 | 30e           | 3 min 24 s 04   | 6e              | Éliminée       | Éliminée    | Éliminée       | 30e                                |
| Greta Laurent                            | Individuel femmes  | 3 min 22 s 84 | 25e           | 3 min 26 s 96   | 6e              | Éliminée       | Éliminée    | Éliminée       | 28e                                |
| Cristina Pittin                          | Individuel femmes  | 3 min 30 s 64 | 47e           | Éliminée        | Éliminée        | Éliminée       | Éliminée    | Éliminée       | Éliminée                           |
| Lucia Scardoni                           | Individuel femmes  | 3 min 23 s 61 | 29e           | 3 min 27 s 07   | 6e              | Éliminée       | Éliminée    | Éliminée       | 29e                                |
| Caterina Ganz Lucia Scardoni             | Par équipes femmes | Non disputé   | Non disputé   | Non disputé     | Non disputé     | 23 min 47 s 06 | 7e          | Éliminées      | 13e                                |

### Snowboard
| Athlète         | Épreuve           | Qualification | Qualification | Qualification | Qualification | Qualification | Finale   | Finale   | Finale   | Finale   | Finale  |
| Athlète         | Épreuve           | Course 1      | Course 2      | Course 3      | Meilleur      | Rang          | Course 1 | Course 2 | Course 3 | Meilleur | Rang    |
| --------------- | ----------------- | ------------- | ------------- | ------------- | ------------- | ------------- | -------- | -------- | -------- | -------- | ------- |
| Emiliano Lauzi  | Big air hommes    | 23,50         | 80,75         | 12,25         | 93,00         | 22e           | Éliminé  | Éliminé  | Éliminé  | Éliminé  | Éliminé |
| Emiliano Lauzi  | Slopestyle hommes | 71,71         | 47,76         | -             | 71,71         | 7e            | 80,01    | 27,48    | 39,48    | 80,01    | 5e      |
| Lorenzo Gennero | Half-pipe hommes, | 34,75         | 2,00          | -             | 34,75         | 19e           | Éliminé  | Éliminé  | Éliminé  | Éliminé  | Éliminé |
| Louie Vito      | Half-pipe hommes, | 60,25         | 3,25          | -             | 60,25         | 13e           | Éliminé  | Éliminé  | Éliminé  | Éliminé  | Éliminé |

| Athlète            | Épreuve | Qualification | Qualification | Huitième de finale            | Quart de finale     | Demi-finale            | Finale                 | Finale   |
| Athlète            | Épreuve | Temps         | Rang          | Adversaire                    | Adversaire          | Adversaire             | Adversaire             | Rang     |
| ------------------ | ------- | ------------- | ------------- | ----------------------------- | ------------------- | ---------------------- | ---------------------- | -------- |
| Daniele Bagozza    | Hommes  | 1 min 22 s 48 | 16e           | Lee Défaite                   | Éliminé             | Éliminé                | Éliminé                | 15e      |
| Edwin Coratti      | Hommes  | 1 min 22 s 49 | 17e           | Éliminé                       | Éliminé             | Éliminé                | Éliminé                | Éliminé  |
| Mirko Felicetti    | Hommes  | 1 min 22 s 26 | 12e           | Kwiatkowski Défaite (Abandon) | Éliminé             | Éliminé                | Éliminé                | 12e      |
| Roland Fischnaller | Hommes  | 1 min 21 s 59 | 6e            | Košir Victoire                | Prommegger Victoire | Karl Défaite (Abandon) | Wild Défaite (Abandon) | 4e       |
| Lucia Dalmasso     | Femmes  | 1 min 47 s 68 | 29e           | Éliminée                      | Éliminée            | Éliminée               | Éliminée               | Éliminée |
| Nadya Ochner       | Femmes  | 1 min 28 s 84 | 16e           | Ledecká Défaite (Abandon)     | Éliminée            | Éliminée               | Éliminée               | 16e      |

| Athlète                            | Épreuve     | Qualification | Qualification | Huitième de finale | Quart de finale | Demi-finale | Finale A Finale B | Classement final                    |
| Athlète                            | Épreuve     | Temps         | Rang          | Rang               | Rang            | Rang        | Rang              | Classement final                    |
| ---------------------------------- | ----------- | ------------- | ------------- | ------------------ | --------------- | ----------- | ----------------- | ----------------------------------- |
| Filippo Ferrari                    | Hommes      | 1 min 24 s 77 | 31e           | Forfait            | Éliminé         | Éliminé     | Éliminé           | 31e                                 |
| Tommaso Leoni                      | Hommes      | 1 min 18 s 13 | 19e           | 1er                | 2e              | 4e          | 4e                | 8e                                  |
| Lorenzo Sommariva                  | Hommes      | 1 min 17 s 98 | 9e            | Abandon            | Éliminé         | Éliminé     | Éliminé           | 26e                                 |
| Omar Visintin                      | Hommes      | 1 min 17 s 68 | 6e            | 1er                | 1er             | 2e          | 3e                | Médaille de bronze, Jeux olympiques |
| Sofia Belingheri                   | Femmes      | 1 min 27 s 81 | 29e           | 3e                 | Éliminée        | Éliminée    | Éliminée          | 24e                                 |
| Caterina Carpano                   | Femmes      | 1 min 24 s 87 | 11e           | 2e                 | 3e              | Éliminée    | Éliminée          | 10e                                 |
| Francesca Gallina                  | Femmes      | 1 min 25 s 27 | 22e           | 3e                 | Éliminée        | Éliminée    | Éliminée          | 22e                                 |
| Michela Moioli                     | Femmes      | 1 min 22 s 19 | 1re           | 1re                | 1re             | 3e          | Abandon           | 8e                                  |
| Omar Visintin Michela Moioli       | Par équipes | Non disputé   | Non disputé   | Non disputé        | 1er             | 1er         | 2e                | Médaille d'argent, Jeux olympiques  |
| Lorenzo Sommariva Caterina Carpano | Par équipes | Non disputé   | Non disputé   | Non disputé        | 2e              | 1er         | 4e                | 4e                                  |